# 켕지에진코질레군

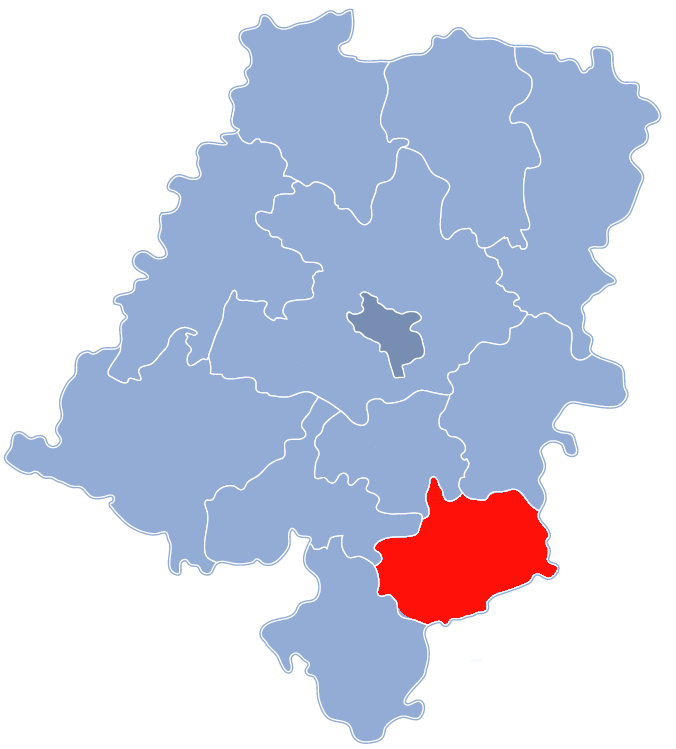
오폴레주 지도에 표시된 켕지에진코질레군의 위치

켕지에진코질레군(폴란드어: powiat kędzierzyńsko-kozielski)은 폴란드 오폴레주에 위치한 군으로 군청 소재지는 켕지에진코질레이며 면적은 625.28km2, 인구는 94,135명(2019년 6월 30일 기준), 인구 밀도는 150명/km2이다.
북쪽으로는 스트셸체군, 동쪽으로는 실롱스크주 글리비체군, 남쪽으로는 실롱스크주 라치부시군, 서쪽으로는 그우프치체군, 프루드니크군, 북서쪽으로는 크랍코비체군과 접한다. 6개 지방 자치체(1개 도시, 5개 농촌)를 관할한다.

군기
군 문장